# Fonction trigamma

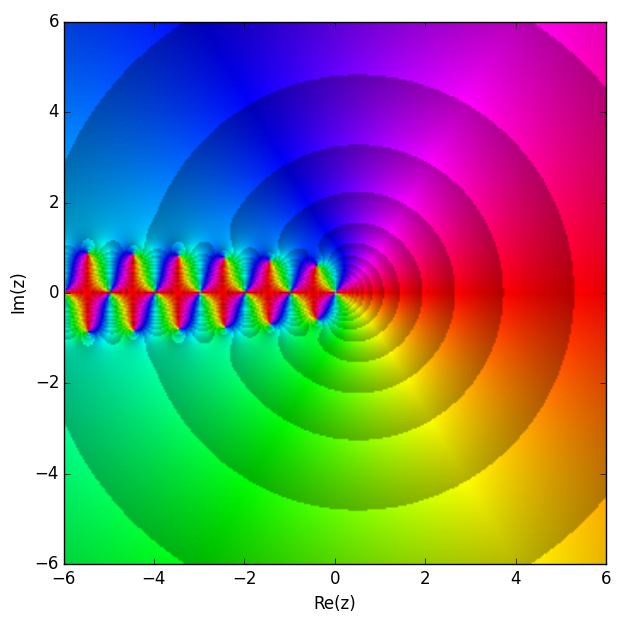
Représentation en couleur de la fonction trigamma,, dans une région carrée du plan complexe. Il est généré à l’aide de la méthode de coloration de domaine.

En mathématiques, la fonction trigamma, notée ψ1(z) ou ψ(1)(z), est la deuxième des fonctions polygamma ; elle est définie par
{\displaystyle \psi _{1}(z)={\frac {\mathrm {d} ^{2}}{\mathrm {d} z^{2}}}\ln \Gamma (z)}.
Il résulte de cette définition que
{\displaystyle \psi _{1}(z)={\frac {\mathrm {d} }{\mathrm {d} z}}\psi (z)}
où ψ(z) est la fonction digamma. Elle peut également être définie comme somme de série :
{\displaystyle \psi _{1}(z)=\sum _{n=0}^{\infty }{\frac {1}{(z+n)^{2}}},}
ce qui en fait un cas particulier de fonction zêta de Hurwitz
{\displaystyle \psi _{1}(z)=\zeta (2,z).}

## Calcul
Une représentation en intégrale double, comme alternative à celles données ci-dessus, peut être obtenue à partir de la représentation en série :
{\displaystyle \psi _{1}(z)=\int _{0}^{1}\!\!\int _{0}^{x}{\frac {x^{z-1}}{y(1-x)}}\,\mathrm {d} y\,\mathrm {d} x}
en utilisant la formule de la somme d'une série géométrique. L'intégration en y donne :
{\displaystyle \psi _{1}(z)=-\int _{0}^{1}{\frac {x^{z-1}\ln {x}}{1-x}}\,\mathrm {d} x}
Un développement asymptotique comme série de Laurent est :
{\displaystyle \psi _{1}(z)={\frac {1}{z}}+{\frac {1}{2z^{2}}}+\sum _{k=1}^{\infty }{\frac {B_{2k}}{z^{2k+1}}}=\sum _{k=0}^{\infty }{\frac {B_{k}}{z^{k+1}}}}
si on a choisi B1 = 1/2, soit les nombres de Bernoulli de deuxième espèce.

### Formules de récurrence et de réflexion
La fonction trigamma vérifie la relation de récurrence
{\displaystyle \psi _{1}(z+1)=\psi _{1}(z)-{\frac {1}{z^{2}}}}
et la formule de réflexion
{\displaystyle \psi _{1}(1-z)+\psi _{1}(z)={\frac {\pi ^{2}}{\sin ^{2}\pi z}}\,}
ce qui donne immédiatement la valeur en z =1/2 : {\displaystyle \psi _{1}({\tfrac {1}{2}})={\tfrac {\pi ^{2}}{2}}}.

### Valeurs particulières
On a l'expression pour des arguments demi-entiers positifs :
{\displaystyle \psi _{1}\left(n+{\frac {1}{2}}\right)={\frac {\pi ^{2}}{2}}-4\sum _{k=1}^{n}{\frac {1}{(2k-1)^{2}}}.}
De plus, la fonction trigamma prend les valeurs particulières suivantes :
{\displaystyle {\begin{aligned}\psi _{1}\left({\tfrac {1}{4}}\right)&=\pi ^{2}+8K\quad &\psi _{1}\left({\tfrac {1}{2}}\right)&={\frac {\pi ^{2}}{2}}&\psi _{1}(1)&={\frac {\pi ^{2}}{6}}\\[6px]\psi _{1}\left({\tfrac {3}{2}}\right)&={\frac {\pi ^{2}}{2}}-4&\psi _{1}(2)&={\frac {\pi ^{2}}{6}}-1\quad \end{aligned}}}
où K est la constante de Catalan.
la fonction ψ1 n'a pas de zéro sur l'axe réel , mais il existe une infinité de paires de zéros zn, zn  de partie réelle strictement négative . Les parties réelles {\displaystyle \Re z_{n}=\Re ({\overline {z_{n}}})} s'approchent rapidement de  −n + 1/2 et les parties imaginaires augmentent lentement en O(ln(n)). Par exemple, z1 = −0,4121345... + 0,5978119... i et z2 = −1,4455692... + 0,6992608... i sont les deux premiers zéros avec Im(z) > 0.

### Relation avec la fonction de Clausen
La valeur de la fonction digamma pour des arguments rationnels peut être exprimée en termes de fonctions trigonométriques et logarithmiques par le théorème digamma. Un résultat similaire est obtenu pour la fonction trigamma mais les fonctions circulaires sont remplacées par la fonction de Clausen. À savoir
{\displaystyle \psi _{1}\left({\frac {p}{q}}\right)={\frac {\pi ^{2}}{2\sin ^{2}(\pi p/q)}}+2q\sum _{m=1}^{(q-1)/2}\sin \left({\frac {2\pi mp}{q}}\right){\textrm {Cl}}_{2}\left({\frac {2\pi m}{q}}\right).}

### Calcul et approximation
Une méthode simple pour approximer la fonction trigamma consiste à prendre la dérivée du développement asymptotique de la fonction digamma.
{\displaystyle \psi _{1}(x)\approx {\frac {1}{x}}+{\frac {1}{2x^{2}}}+{\frac {1}{6x^{3}}}-{\frac {1}{30x^{5}}}+{\frac {1}{42x^{7}}}-{\frac {1}{30x^{9}}}+{\frac {5}{66x^{11}}}-{\frac {691}{2730x^{13}}}+{\frac {7}{6x^{15}}}}

## Formule
La fonction trigamma apparaît dans cette somme : 
{\displaystyle \sum _{n=1}^{\infty }{\frac {n^{2}-{\frac {1}{2}}}{\left(n^{2}+{\frac {1}{2}}\right)^{2}}}\left[\psi _{1}\left(n-{\frac {\mathrm {i} }{\sqrt {2}}}\right)+\psi _{1}\left(n+{\frac {\mathrm {i} }{\sqrt {2}}}\right)\right]=-1+{\frac {\sqrt {2}}{4}}\pi \coth {\frac {\pi }{\sqrt {2}}}-{\frac {3\pi ^{2}}{4\sinh ^{2}{\frac {\pi }{\sqrt {2}}}}}+{\frac {\pi ^{4}}{12\sinh ^{4}{\frac {\pi }{\sqrt {2}}}}}\left(5+\cosh \pi {\sqrt {2}}\right).}

## Voir également
- Fonction gamma
- Fonction digamma
- Fonction polygamma
- Constante de Catalan